# Кисьма (приток Улеймы)
Кисьма — река в России, протекает в Угличском районе Ярославской области. Устье реки находится в 7,1 км по правому берегу реки Улейма от её устья. Длина реки составляет 29 км, площадь бассейна — 136 км².
Крупнейшие притоки: Черноха (слева, 7,9 км от устья), Льзевка (справа).
Сельские населённые пункты около реки: Ременино, Бородино, Тараканово, Катунино, Горки, Ямышовка, Павлуково, Инархово, Пазухино, Радищево, Маклаково, Ченцы, Большая Дубрава, Малая Дубрава, Никиткино, Зубково, Бурцево, Воробьево, Подсосенье, Дор, Гридино; напротив устья — Вороново.

## Данные водного реестра
По данным государственного водного реестра России относится к Верхневолжскому бассейновому округу, водохозяйственный участок реки — Волга от Угличского гидроузла до начала Рыбинского водохранилища, речной подбассейн реки — бассейны притоков (Верхней) Волги до Рыбинского водохранилища. Речной бассейн реки — (Верхняя) Волга до Куйбышевского водохранилища (без бассейна Оки).
Код объекта в государственном водном реестре — 08010100912110000004666.